# Anianosz alexandriai püspök
Szent Anianosz, magyarosan Ányos (ógörögül: Ανιανός, latinul: Anianus), (? – 83?) a hagyomány szerint a 2. alexandriai püspök valószínűleg a 60-as/70-es évektől (talán 72-től) haláláig.
Állítólag Márk evangélista által rajta tett csoda miatt lett keresztény. Márk áldozópappá tette Anianoszt, és felruházta a gyógyítás adományával. Mivel sok csodát tett, az irigykedő zsidók bevádolták a babilóniai királynál, aki felszólította a keresztényeket, hogy mutassanak be neki is csodát vallásuk igazolására. Ennek elmulasztása esetén a keresztények kiirtását helyezte kilátásba. Anianosz imádkozott, majd megtette a király által kért csodát, a király pedig népével megtért.
Anianosz később követte Szent Márkot Alexandria püspöki székében, és ott 18 vagy 22 évig szolgált. Mások szerint 4 évig közösen irányították az ottani híveket, majd Márk halála után 9 évig egyedül Anianosz volt a püspök. Az alexandriai pátriárkák régi krónikája Hathuri hónap 9-ére teszi halála napját, amely a keresztény naptár november 26. napjának felel meg. Halála évét 86-ra (vagy 83-ra) teszik. Mind a keleti, mind a nyugati kereszténység szentként tiszteli. A Római Martyrologium április 26-án emlékezik meg róla. Ereklyéit Velencében őrzik az S. Mariae Caritatis templomban. Érdekesség, hogy I. András magyar király Anianosz tiszteletére szentelte fel a Tihanyi apátság templomát.